# National Basket Ball League 1902-1903
La National Basket Ball League 1902-1903 è stata la quinta edizione del campionato professionistico statunitense di pallacanestro. I Camden Electrics vinsero il torneo. 

## Risultati

### Primo girone
|  |    | Classifica finale 1898-1899 | V  | P  |
|  | -- | --------------------------- | -- | -- |
|  | 1. | Camden Electrics            | 15 | 2  |
|  | 2. | New York Wanderers          | 11 | 2  |
|  | 3. | Bristol Pile Drivers        | 12 | 5  |
|  | 4. | Philadelphia Phillies       | 10 | 7  |
|  | 5. | Trenton Potters             | 6  | 9  |
|  | 6. | Conshohocken                | 4  | 11 |
|  | 7. | Burlington Shoe Pegs        | 4  | 11 |
|  | 8. | Wilmington                  | 2  | 14 |

### Secondo girone
|  |    | Classifica finale 1898-1899 | V  | P  |
|  | -- | --------------------------- | -- | -- |
|  | 1. | Camden Electrics            | 21 | 7  |
|  | 2. | Burlington Shoe Pegs        | 16 | 11 |
|  | 3. | Wilmington Peaches          | 14 | 12 |
|  | 4. | Trenton Potters             | 14 | 15 |
|  | 5. | New York Wanderers          | 11 | 14 |
|  | 6. | Conshohocken                | 4  | 21 |

Camden vince il titolo senza ulteriori play off, essendo arrivata al primo posto in entrambe le fasi.

## Verdetti
- Campione della National Basket Ball League: Camden Electrics.